# Musseromys inopinatus
Musseromys inopinatus (Heaney, Balete, Rickart, Veluz & Jansa, 2014) è un roditore della famiglia dei Muridi endemico dell'isola di Luzon, nelle Filippine.

## Descrizione

### Dimensioni
Roditore di piccole dimensioni, con la lunghezza totale tra 163 e 166 mm, la lunghezza della coda tra 85 e 88 mm, la lunghezza del piede tra 18 e 19 mm, la lunghezza delle orecchie di 17 mm e un peso fino a 19,5 g.

### Aspetto
La pelliccia è corta, densa e soffice. Le parti dorsali sono bruno-rossastre, mentre le parti ventrali sono più chiare e giallastre. La testa è grande e larga, il muso è corto. Gli occhi sono relativamente piccoli. Le orecchie sono lunghe, larghe e con l'estremità arrotondata. Le vibrisse sono lunghe. La coda è lunga circa quanto la testa e il corpo, è tozza, è ricoperta da circa 22 file di scaglie per centimetro e termina con un ciuffo di lunghi peli. Sul palmo delle mani sono presenti dei cuscinetti molto grandi che coprono quasi interamente la superficie. I piedi sono lunghi e larghi e sulla loro pianta sono presenti dei cuscinetti ben sviluppati.

## Biologia

### Comportamento
Probabilmente è una specie arboricola e notturna.

### Riproduzione
Giovani individui sono stati catturati a marzo ed aprile.

## Distribuzione e habitat
Questa specie è conosciuta soltanto sul monte Amuyao, sull'isola di Luzon, nelle Filippine.
Vive nelle foreste muschiose e montane tra 1.950 e 2.300 metri di altitudine.

## Conservazione
Questa specie, essendo stata scoperta solo recentemente, non è stata sottoposta ancora a nessun criterio di conservazione.